# قرارگاه سازندگی خاتم‌الانبیا
قرارگاه سازندگی خاتم‌الانبیا سازمان شبه‌دولتی و یکی از بازوهای سپاه پاسداران انقلاب اسلامی می‌باشد و هم‌اکنون به‌عنوان «بزرگ‌ترین پیمان‌کار پروژه‌های دولتی ایران» محسوب می‌شود. قرارگاه سازندگی خاتم‌الانبیا پس از پایان جنگ ایران و عراق، با دستور سید علی خامنه‌ای و با حکم محسن رضایی تشکیل شد و هدف از تأسیس آن «آب‌رسانی، صدور نفت و گاز، اجرای پروژه‌های سدسازی، انتقال آب، نیرو و راه‌سازی» بود. این سازمان تحت تحریم‌های آمریکا قرار دارد.

## گروه‌های اصلی
- قرارگاه قرب کوثر
- هلدینگ دریایی نوح
- هلدینگ راه و شهرسازی
- هلدینگ نفت و گاز و پتروشیمی خاتم
- هلدینگ صنعت و معدن
- گروه سپاسد
- هلدینگ سپانیر
- گروه نیروگستر
- مؤسسه شهید رجایی
- گروه هلدینگ ارتباطات سماوات
- گروه کوثر
- گروه تخصصی هلدینگ نیرو

## شرکت‌ها و مؤسسات وابسته
- مؤسسه امین
- مؤسسه دریا ساحل
- مؤسسه اروندان
- مؤسسه بعثت
- مؤسسه ثارالله
- مؤسسه عمران صنعت
- مؤسسه عمران ساحل
- مؤسسه ریل گستر
- مؤسسه راه سازه
- شرکت مهندسی نفت و گاز سپانیر
- مؤسسه پایدارسازان
- شرکت مهندسی سپاسد
- مؤسسه نور
- مؤسسه سماء
- مؤسسه مهندسین مشاور ایمن‌سازان
- مؤسسه ویژه حرا
- مؤسسه نوین ابنیه
- مؤسسه سازندگی نصر

## فساد و اختلاس
در ۱۱ نوامبر ۲۰۱۳ خبرگزاری رویترز، پس از تحقیقات شش‌ماهه خود گزارش داد که علی خامنه‌ای، ۹۵ میلیارد دلار را در کنترل و مدیریت خود دارد. اصلی‌ترین کانون این دارایی «ستاد اجرایی فرمان امام» است. این کانون اقتصادی تقریباً بخش‌های اصلی اقتصاد ایران از صنایع نفت تا بازار پول و ارتباطات و… را در دست دارد. این ستاد سرمایه اولیه‌اش را از طریق ضبط و مصادرهٔ اموال مردم عادی ایران، از اعضای اقلیت‌های دینی گرفته تا تجار و ایرانیان خارج از کشور، تشکیل داده است. به گفته بهزاد نبوی، چهار نهاد «ستاد اجرایی فرمان امام»، «قرارگاه سازندگی خاتم‌الانبیا»، «آستان قدس رضوی» و «بنیاد مستضعفان» ۶۰ درصد از ثروت ایران را به خود اختصاص داده و در اختیار دارند. این چهار نهاد وابسته به دفتر رهبر جمهوری اسلامی است. سید پرویز فتاح، رئیس بنیاد مستضعفان، در روز دوشنبه ۶ مرداد ۱۳۹۹ در یک نشست خبری اعلام کرد که این بنیاد در سال ۱۳۹۸، ۳۶ هزار میلیارد تومان درآمد و ۷ هزار میلیارد تومان سود از گردش مالی این بنیاد داشته است. توکلی در گفتگویی با روزنامه اعتماد در مرداد ۹۹ با اشاره به ۳۶ هزار میلیارد تومان گردش مالی بنیاد مستضعفان در سال، گفت، برای به اجرا درآمدن طرح شفافیت مالی کشور باید از دفتر علی خامنه‌ای شروع شود، در حالی که این دفتر مانع‌تراشی کرده و نمی‌گذارد این طرح پیش رود. به گفته صدای آمریکا به نقل از رویترز، خرید سهام یکی از بزرگ‌ترین بانک‌های ایران در سال ۲۰۰۷ میلادی، و خرید سهام بزرگ‌ترین شرکت مخابراتی کشور در سال ۲۰۰۹ میلادی، یکی از اقدامات خامنه‌ای بود که توسط ستاد اجرایی فرمان امام اجرا شد و در نتیجه این ستاد به‌عنوان یکی از صندوق‌های بزرگ سرمایه‌گذاری خصوصی جهان در سال ۲۰۱۰ درآمد.در اسفند ۱۴۰۲، یک سند به دست آمده در جریان هک قوه قضاییه که توسط گروه هکری «عدالت علی» در اختیار صدای آمریکا قرار گرفته است، از پرونده فساد مالی ده‌ها میلیون دلاری از اموال عمومی در قرارگاه خاتم سپاه پاسداران پرده برمی‌دارد. بر اساس این سند، یک مقام پیشین قرارگاه خاتم‌الانبیا، از زیرمجموعه‌های اقتصادی سپاه پاسداران، با «سوءاستفاده از جایگاه» و خرید شرکت‌های ورشکسته بورسی موجب «زیان فراوان» به اموال عمومی شده و میلیون‌ها دلار را به جیب زده است. در فایل صوتی محرمانه فرماندهان سپاه که در ۱۴ بهمن ۱۴۰۰ منتشر شد در بخش دیگری از این فایل صوتی، صادق ذوالقدرنیا با مسئول دفتر محمدعلی جعفری گفت‌وگو می‌کند. او به مسئول دفتر جعفری می‌گوید: «[در قرارگاه خاتم‌الانبیا] ۲۳ هزار میلیارد تومان به مردم بدهکاریم. عبداللهی ۳۰ هزار میلیارد تومان از دولت طلب دارد … دولت می‌گوید قرارگاه خاتم ده هزار میلیارد تومان طلبکار است. اختلاف ما ۲۰ هزار میلیارد تومان است و [درباره طلب از دولت] سند نداریم». منظور او عبادالله عبداللهی، فرمانده سابق قرارگاه خاتم‌الانبیا، است که حدفاصل سال‌های ۹۱ تا ۹۷ در این سمت بود. آقای عبداللهی روز ۱۹ بهمن سال ۹۶ در یک برنامه تلویزیونی مدعی شد که این قرارگاه ۳۰ هزار میلیارد تومان از دولت طلبکار است. قرارگاه خاتم‌الانبیا سپاه که بزرگ‌ترین پیمانکار عمرانی فعال در ایران محسوب می‌شود، در دهه اخیر در حوزه‌های نفت و گاز و همچنین کشاورزی ورود پیدا کرده است و به عنوان مهم‌ترین کانون تسلط نظامیان بر اقتصاد ایران شناخته می‌شود.

## فرماندهان
از زمان تأسیس تا زمان تفویض فرماندهی به رستم قاسمی، فرماندهی قرارگاه توسط فرمانده کل سپاه انجام می‌شد.
| جانشین فرمانده قرارگاه سازندگی خاتم‌الانبیا به عنوان جانشین فرمانده کل سپاه در قرارگاه سازندگی خاتم‌الانبیا |                     |                                                  |                  |                  |                       |        |
| ۱ | محمد ستاری وفایی    | – محمد ستاری وفایی (زادهٔ ۱۳۲۵)                   | ۱۳۶۸             | ۱۳۷۳             | ۴–۵ سال               | [ ۲۰ ] |
| ۲ | محمدباقر قالیباف    | سرتیپ پاسدار محمدباقر قالیباف (زادهٔ ۱۳۴۰)        | ۱۳۷۳             | ۱۳۷۵             | ۱–۲ سال               | [ ۲۰ ] |
| ۳ | حسن دانایی‌فر        | سرتیپ پاسدار حسن دانایی‌فر (زادهٔ ۱۳۴۱)            | ۱۳۷۵             | ۱۳۷۷             | ۱–۲ سال               | [ ۲۲ ] |
| (۱) | محمد ستاری وفایی    | سرتیپ پاسدار محمد ستاری وفایی (زادهٔ ۱۳۲۵)        | ۱۳۷۷             | ۱۳۸۴             | ۶–۷ سال               | [ ۲۳ ] |
| ۴ | عبدالرضا عابد       | سرتیپ پاسدار عبدالرضا عابد (زادهٔ ؟)              | ۲۹ مرداد ۱۳۸۴    | دی ۱۳۸۶          | ۲ سال و ۴ یا ۵ ماه    | [ ۲۴ ] |
| ۵ | رستم قاسمی          | دریادار پاسدار رستم قاسمی (۱۴۰۱–۱۳۴۳)            | دی ۱۳۸۶          | حدود ۱۳۸۸        | ۱–۲ سال               | [ ۲۰ ] |
| فرمانده قرارگاه سازندگی خاتم‌الانبیاء                                                                      |                     |                                                  |                  |                  |                       |        |
| (۵) | رستم قاسمی          | دریادار پاسدار رستم قاسمی (۱۴۰۱–۱۳۴۳)            | حدود ۱۳۸۸        | ۱۶ مرداد ۱۳۹۰    | ۱–۲ سال               |        |
| ۶ | ابوالقاسم مظفری شمس | سرتیپ دوم پاسدار ابوالقاسم مظفری شمس (زادهٔ ۱۳۴۶) | ۱۶ مرداد ۱۳۹۰    | ۱۴ اسفند ۱۳۹۱    | ۱ سال، ۷ ماه و ۷ روز  | [ ۲۵ ] |
| ۷ | عبادالله عبداللهی   | سرتیپ دوم پاسدار عبادالله عبداللهی (زادهٔ ۱۳۳۹)   | ۱۴ اسفند ۱۳۹۱    | ۱۵ مهر ۱۳۹۷      | ۵ سال، ۶ ماه و ۲۳ روز | [ ۲۶ ] |
| ۸ | سعید محمد           | سرتیپ دوم پاسدار سعید محمد (زادهٔ ۱۳۴۷)           | ۱۵ مهر ۱۳۹۷      | ۱۷ اسفند ۱۳۹۹    | ۲ سال و ۵ ماه         | [ ۲۷ ] |
| ۹ | سید حسین هوش‌السادات | سرتیپ دوم پاسدار سید حسین هوش‌السادات (زادهٔ ؟)    | ۱۷ اسفند ۱۳۹۹    | ۱۱ اردیبهشت ۱۴۰۲ | ۲ سال، ۱ ماه و ۲۴ روز | [ ۲۸ ] |
| (۴) | عبدالرضا عابد       | سرتیپ پاسدار عبدالرضا عابد (زادهٔ ؟)              | ۱۱ اردیبهشت ۱۴۰۲ | در حال تصدی      | ۲ سال، ۳ ماه و ۴ روز  | [ ۲۹ ] |

## کارکنان
بنا به گفته فرمانده قرارگاه در سال ۱۳۹۳، قرارگاه خاتم ۱۳۵ هزار نفر نیرو دارد، که صد هزار و ۵۶۰ نفر از آنها، نیروی رسمی قرارگاه می‌باشند.

## پروژه‌ها

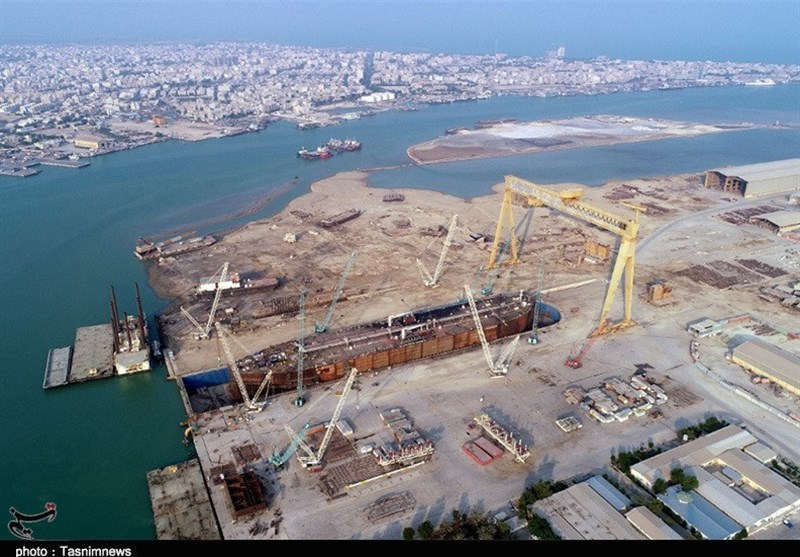
کشتی سازی بندر بوشهر

برخی پروژه‌های در دست اجرا یا تکمیل شدهٔ قرارگاه در حیطه‌های مختلف عبارت‌اند از:
نفت، گاز و پتروشیمی: طرح توسعه فازهای ۱۳، ۱۵، ۱۶، ۲۲، ۲۳ و ۲۴ پارس جنوبی - پالایشگاه ستاره خلیج فارس - خطوط انتقال نفت، گاز، فراورده و تلمبه‌خانه و خطوط انتقال آب مجموعاً به طول بیش‌از ۱۱ هزار کیلومتر - مخازن ذخیره‌سازی با ظرفیت بیش‌از ۶ میلیارد لیتر - پتروشیمی فیروزآباد (الفین ۱۴)، پتروشیمی دماوند، آفسایت فاز ۲ در عسلویه و آناهیتا - کارخانه NGL1200 خارگ و NGL 3200 اهواز - سازه‌های فراساحل از جمله ساخت ۱۰ سکوی دریایی با وزن ۲۳ هزار تن، یک سکوی حفاری نیمه‌شناور آبهای عمیق و حفاری ۸۸ حلقه چاه به طول جمعاً ۴۰۰ کیلومتر
صنعت و معدن: احداث کارخانه‌های تولید کنسانتره مس سونگون فاز ۲، کارخانه تغلیظ مس درآلو، کارخانه پالایشگاه مس سونگون و کارخانه تولید آهن اسفنجی بافت به روش احیاء مستقیم - مجتمع معدنی فسفات اسفوردی - معدن سرب و روی انگوران، معادن مس نائین، معدن سنگ آهن چاه گز، معدن ناریگان و معدن جنوب کرمان - حفاری مغزه‌گیری اکتشافی - توسعه نیروگاه سیکل ترکیبی سبلان
راه و شهرسازی: آزادراه و بزرگراه‌هایی ازجمله آزادراه حرم تا حرم - چهار باند نمودن محور اردبیل-مشکین شهر-آزادراه کنارگذر جنوبی تهران (غدیر) - آزادراه اراک/خرم‌آباد -آزادراه مراغه/هشترود - آزادراه اهواز/بندر امام خمینی - آزادراه تهران/ساوه - آزادراه ساوه/همدان - بزرگراه اهرم/برازجان/گناوه/دیلم - بزرگراه دیر/بوشهر - بزرگراه زابل/زاهدان - بزرگراه تهران/آبعلی - بزرگراه جم/طاهری. راه‌آهن‌هایی از جمله چابهار/زاهدان - کرمانشاه/خسروی - دورود/خرم‌آباد - یزد/اقلید - گرگان/اینچه برون - اهواز/سربندر - اهواز/اندیمشک - گلگهر/شیراز - شیراز/اصفهان - کرمان/زاهدان - بافق/مشهد - همدان/سنندج - قم/ساقه. بناهایی از جمله بیمارستان رازی تهران - بیمارستان رهنمون یزد - بیمارستان بهشتی ارومیه - بیمارستان باهنر کرمان - بیمارستان دیر - پارک موزه دفاع مقدس - پل طبیعت. همچنین چندین پروژهٔ راه‌آهن‌های شهری، تونل‌ها و تقاطع‌ها
فناوری اطلاعات و ارتباطات: ایجاد بستر بیش از ۱۰۰۰۰ شبکه فیبر نوری زیرساخت مخابراتی - پروژه اپتیک اصفهان - سیستم هوشمند ترافیک اهواز - سامانه کنترل امنیتی شهر کرمانشاه - طرح و ساخت شبکه‌های فرعی آبیاری و زهکشی پایاب طرح گرمسیری - سامانه زهکشی اراضی استان گلستان و آب‌بندان‌های مرتبط
طراحی و مهندسی: تونل آب کرج - تونل آب طرح گرمسیری - خط انتقال آب به شهرهای شمالی استان کرمان - طرح آبرسانی غدیر - نیروگاه سیکل ترکیبی پارس جنوبی - مترو تهران/پردیس - بیمارستان ۱۰۰۰ تختخوابی تدبیر تبریز - مطالعه و طراحی بندر پتروشیمی پارس - مطالعه و طراحی مجتمع بندری اسکله شهید رجایی

## رابطه با نهادهای دولتی
محمود احمدی‌نژاد، در بهمن ۱۳۸۲ در مقام شهرداری تهران، چند قرارداد با سپاه بست و در پاسخ به خبرنگارانی که علت چنین تصمیمی را بدون برگزاری تشریفات مناقصه می‌پرسیدند گفت: پیمانکاران دولتی به دلیل داشتن تجربه در کار و ارائه قیمت پایین، مورد قبول شهرداری هستند.
سال ۱۳۸۵ نیز شرکت اورینتال اویل با تمام تجهیزات و سرمایه به قرارگاه سازندگی خاتم‌الانبیاء واگذار شد. ارزش دارائی‌های این شرکت ۹۰ میلیون دلار بود. یک سال پیش از آن مدیرعامل این شرکت خصوصی، تحت پیگرد قضایی قرار داشت، اما در دادگاه تجدید نظر تبرئه و شرکتش در قرارگاه سازندگی خاتم‌الانبیاء ادغام شد.
طرح توسعه فازهای ۱۵ و ۱۶ پارس جنوبی در مرداد ۱۳۸۵ به صورت ترک تشریفات قانونی، به قرارگاه خاتم‌الانبیاء واگذار شد. ارزش مالی این قرارداد ۲ میلیارد و ۹۷ میلیون دلار بود.
رویکرد دولت نهم (احمدی‌نژاد) در واگذاری پروژه‌های بزرگ کشور به نهادهای نظامی، قرارگاه خاتم‌الانبیاء را به یکی از بزرگ‌ترین پیمانکاران ایران بدل کرده است. بخش خصوصی پیوسته به این رویکرد دولت انتقاد و اعتراض داشته‌اند.
رستم قاسمی، فرمانده پیشین قرارگاه خاتم‌الانبیاء (وزیر نفت سابق) گفته است که تأمین مالی عملیات در فازهای ۱۵ و ۱۶ میدان مشترک گازی پارس جنوبی در گرو برداشت یک میلیارد دلاری از حساب ذخیره ارزی است.
شرکت ملی گاز ایران در یک قرارداد ساخت خط لوله ۲۷۰ کیلومتری با ارزش حدود ۲۵۰ میلیون دلار را به قرارگاه سازندگی خاتم‌الانبیاء واگذار نمود. بخش اول این خط لوله در سال ۱۳۸۵ به ارزش ۱ میلیارد ۳۰۰ میلیون دلار نیز به این قرارگاه واگذار شده بود.

بر اساس طرحی از دولت محمود احمدی‌نژاد برای آب دریای خزر به استان سمنان قرارگاه خاتم‌الانبیاء به عنوان پیمانکار این طرح انتخاب شد. در این طرح که ۱۵۰ میلیون اعتبار برای آن در نظر گرفته شده، سالانه ۵۰۰ میلیون متر مکعب آب دریای خزر از طریق لوله‌کشی و کانال به استان سمنان و کویر لوت منتقل می‌شود.
مسئول قرب در پاسخ به سؤالی در خصوص نحوه واگذاری پروژه‌های عمرانی به قرارگاه سازندگی خاتم‌الانبیاء گفت: قبول دارم که در دولت آقای احمدی‌نژاد که خودش هم به پرکاری معروف بود، به قرارگاه سازندگی خاتم‌الانبیاء پروژه‌های بیشتری واگذار شد، اما این پروژه‌ها به دلیل این که دیگران نمی‌توانستند آن را انجام دهند به ما سپرده می‌شد.
با روی کار آمدن دولت حسن روحانی بخش عمده‌ای از پروژه‌های مهم گازی و نفتی از قرارگاه بازپس گرفته شد و به شرکت‌های پیمانکاری داخلی و خارجی واگذار گردید؛ که به همین منظور نیز قرارگاه اقدام به تسویه حساب با خیل کثیری از پرسنل خود نمود.
در این راستا در وزارت کار بخشی به همین عنوان جهت بررسی شکایت‌های پرسنل قرارگاه ایجاد و با اولویت به موضوع رسیدگی می‌گردد. از جمله دلایل عدم تمایل دولت روحانی با این شرکت را می‌توان عدم توانایی مالی دولت در دوران پسابرجام در تأمین منابع کافی برای پیمانکاران پروژه‌های عمرانی، از جمله این شرکت دانست؛ از اینرو؛ مشارکت دادن شرکت‌های بزرگ عمرانی بین‌المللی همچون دوو که با کمک هزینه‌های مالی، در پروژه‌های دولتی ایران مشارکت می‌کنند، در دستور کار قرار گرفت.
عبداللهی، از قرارداهای خارجی روحانی مانند واگذاری فاز ۱۱ میدان گازی پارس جنوبی به شرکت توتال بدون تشریفات و برگزاری مناقصه انتقاد کرد و مدعی شد قرارداد ۷۰۰ میلیون دلاری با شرکت کره جنوبی برای ساخت ده فروند کشتی خیانت است و خواستار لغو آن شد. پیش تر روزنامه کیهان این قرارداد را «مصداق وطن‌فروشی» نامید.

## تحریم‌های بین‌المللی
در ماه مه ۲۰۱۰ قرارگاه خاتم‌الانبیاء، شرکت‌های زیرمجموعه آن و فرمانده آن رستم قاسمی، تحت تحریم دولت ایالات متحده آمریکا قرار گرفتند. در ۹ ژوئن همین سال نیز شورای امنیت سازمان ملل با صدور قطعنامه‌ای این قرارگاه و چهار مؤسسه زیرمجموعه آن به‌نام‌های مکین، رهاب، فاطر و مهندسین مشاور ایمن‌سازان را به همراه ۴۰ شرکت و مؤسسه ایرانی دیگر، در فهرست تحریم‌های خود قرار داد. بر اساس این قطعنامه دارایی‌های این شرکت‌ها در بانک‌های خارجی باید مسدود شود و مسئولان آن‌ها حق مسافرت بین‌المللی ندارند.

## یادداشت
1. ↑  اعطای درجات نظامی سپاه از سال ۱۳۶۹ آغاز شد.
2. 1 2  به درجهٔ سرتیپ پاسدار ارتقا یافت.